# 女相撲
女相撲，是指女性進行的相撲比賽。

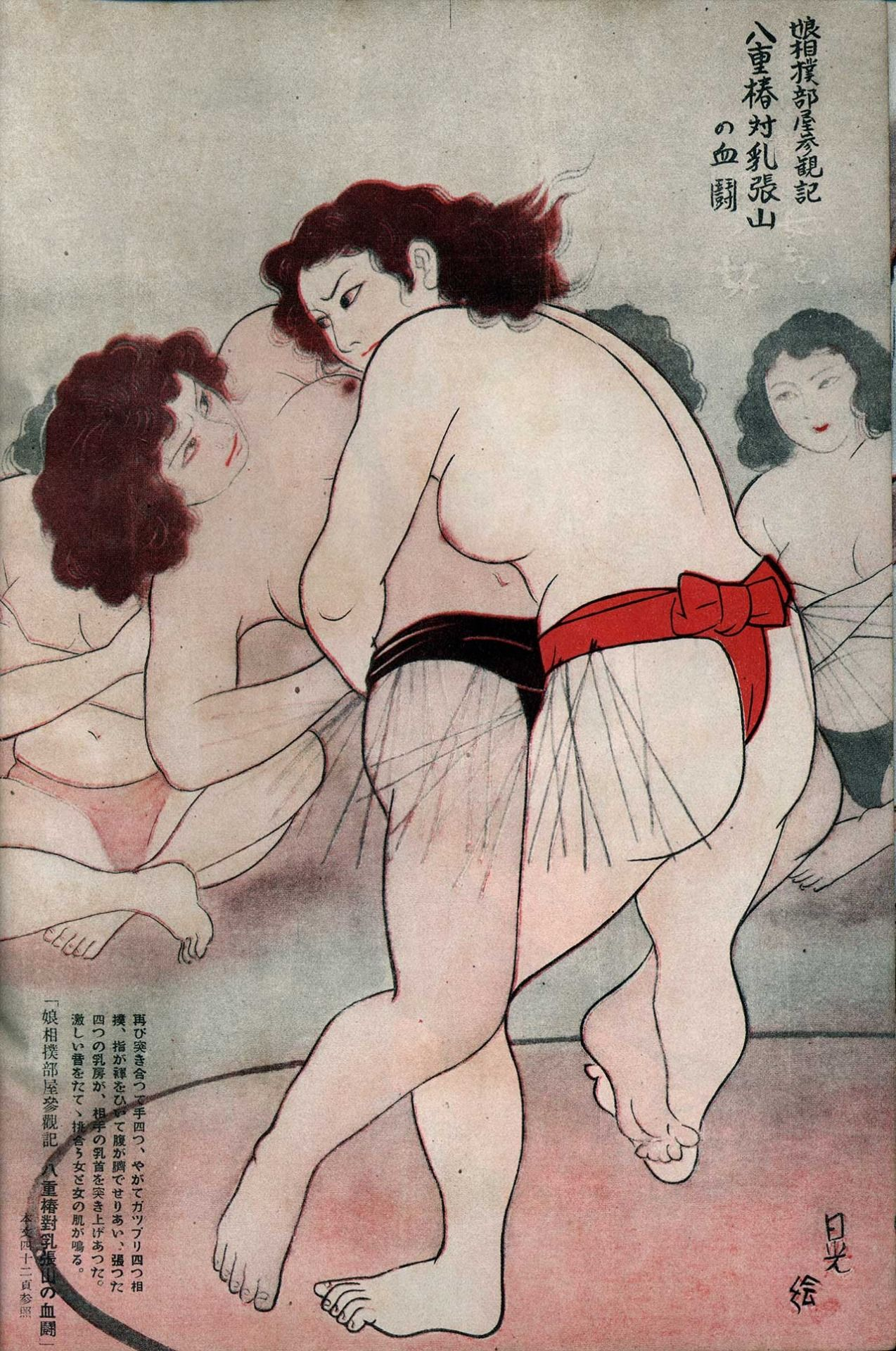
女相扑

職業相撲傳統上禁止女人參加比賽和儀式。女性不得進入或觸摸相撲擂台土俵。儘管如此，女子相撲運動員在歷史上已經存在，並且在今天以業餘水平存在。

## 歷史
最早的女相撲出現在日本書紀中，雄略天皇命兩名宮女退去上衣進行相撲比賽（目的是測試一位木工豬名部真根的定力）。
直到18世紀江戶中期，女子相撲才變得普遍，當時日本的一些地區進行了一種女子相撲。這些在明治維新後繼續存在，直到德川幕府和明治政府鎮壓女子相撲，因為認為她們敗壞公共道德。但仍繼續生存至1963年。

## 現在
大多數日本人不認為女性相撲是真實的，並禁止在專業環境中進行，但存在於業餘水平。
日本第一屆全國業餘女子相撲錦標賽於1997年舉行。規則與大相撲相同，只是女力士兜襠布在下穿緊身連衣褲，比賽持續三分鐘，而不是像大相撲那樣的五分鐘。 